# Mats Arehn
Mats Arehn, ursprungligen Hagmann, född 19 juni 1946 i Hedvig Eleonora församling i Stockholm, är en svensk regissör, manusförfattare och filmproducent.

## Biografi
Efter en tid till sjöss gick Mats Arehn under tiden 1963–1965 teaterskola, varefter han arbetade på Stockholms stadsteater, Riksteatern och Stockholms skolteater. Han gjorde ett större antal kortfilmer för Sveriges Television och långfilmsdebubuterade som regissör med filmen Maria. Han var Gösta Ekmans medregissör till Papphammar som gjordes för TV, men även kom i filmversion 1981. År 1987 kom hans film En film om kärlek som blev en av det årets mest lönsamma filmer.
Mats Arehn är son till artisten Palle Hagmann och skådespelaren Ingrid Arehn samt dotterson till skådespelaren Nils Arehn. I sin bok Vita lögner berättar Mats Arehn om föräldrarnas äventyrliga äktenskap och faderns drömmar om det stora lyftet som ska förändra allt.
Han är sedan 1979 gift med Margareta Feldt Arehn (född 1946).

## Regi (i urval)
- 1964 – Silvermasken
- 1969 – I allén
- 1970 – I skogen
- 1970 – Tocata och fuga
- 1971 – Folke Eriksberg
- 1972 – Cykeln
- 1972 – Gården
- 1973 – Försvunnen musik
- 1973 – Levande bilder
- 1974 – Avbilden
- 1975 – Maria
- 1977 – Uppdraget
- 1979 – En kärleks sommar
- 1980 – Mannen som blev miljonär
- 1981 – Från och med Herr Gunnar Papphammar
- 1982 – Skulden (TV-serie)
- 1983 – Kalabaliken i Bender
- 1985 – Dödspolare
- 1986 – Teaterterroristerna
- 1987 – En film om kärlek
- 1989 – Istanbul
- 1990 – Fiendens fiende (TV-serie)
- 1991 – "Harry Lund" lägger näsan i blöt!
- 1992 – Kvällspressen (TV-serie)
- 1995 – Vita lögner
- 2001 – En förälskelse
- 2005 – Kocken
- 2008 – Persona non grata
- 2009 – Oskar, Oskar
- 2013 – Bäst före

## Filmmanus (i urval)
- 1964 – Silvermasken
- 1969 – I allén
- 1970 – I skogen
- 1970 – Tocata och fuga
- 1971 – Folke Eriksberg
- 1972 – Cykeln
- 1972 – Gården
- 1973 – Elsa får piano
- 1973 – Försvunnen musik
- 1973 – Levande bilder
- 1973 – Kärlek och långvantar
- 1975 – Maria
- 1977 – Uppdraget
- 1987 – En film om kärlek
- 1995 – Vita lögner
- 1998 – Sista kontraktet
- 2001 – En förälskelse
- 2008 – Persona non grata
- 2009 – Oskar, Oskar
- 2013 – Bäst före

## Producent (i urval)
- 1964 – Silvermasken
- 1969 – I allén
- 1970 – I skogen
- 1970 – Tocata och fuga
- 1971 – Folke Eriksberg
- 1972 – Cykeln
- 1972 – Gården
- 1973 – Elsa får piano
- 1973 – Försvunnen musik
- 1974 – Avbilden
- 1974 – Levande bilder
- 1975 – Maria
- 1982 – En flicka på halsen
- 1985 – Dödspolare
- 1988 – PS Sista sommaren
- 1989 – Enkel resa
- 2001 – En förälskelse
- 2009 – Oskar, Oskar

## Roller (i urval)
- 1978 – Jag är med barn
- 1979 – Mannen som blev miljonär
- 1980 – Sällskapsresan
- 1981 – Från och med Herr Gunnar Papphammar
- 1982 – Skulden (TV-serie)
- 1988 – SOS – en segelsällskapsresa
- 1993 – Mannen på balkongen